# 크랩 멘탈리티

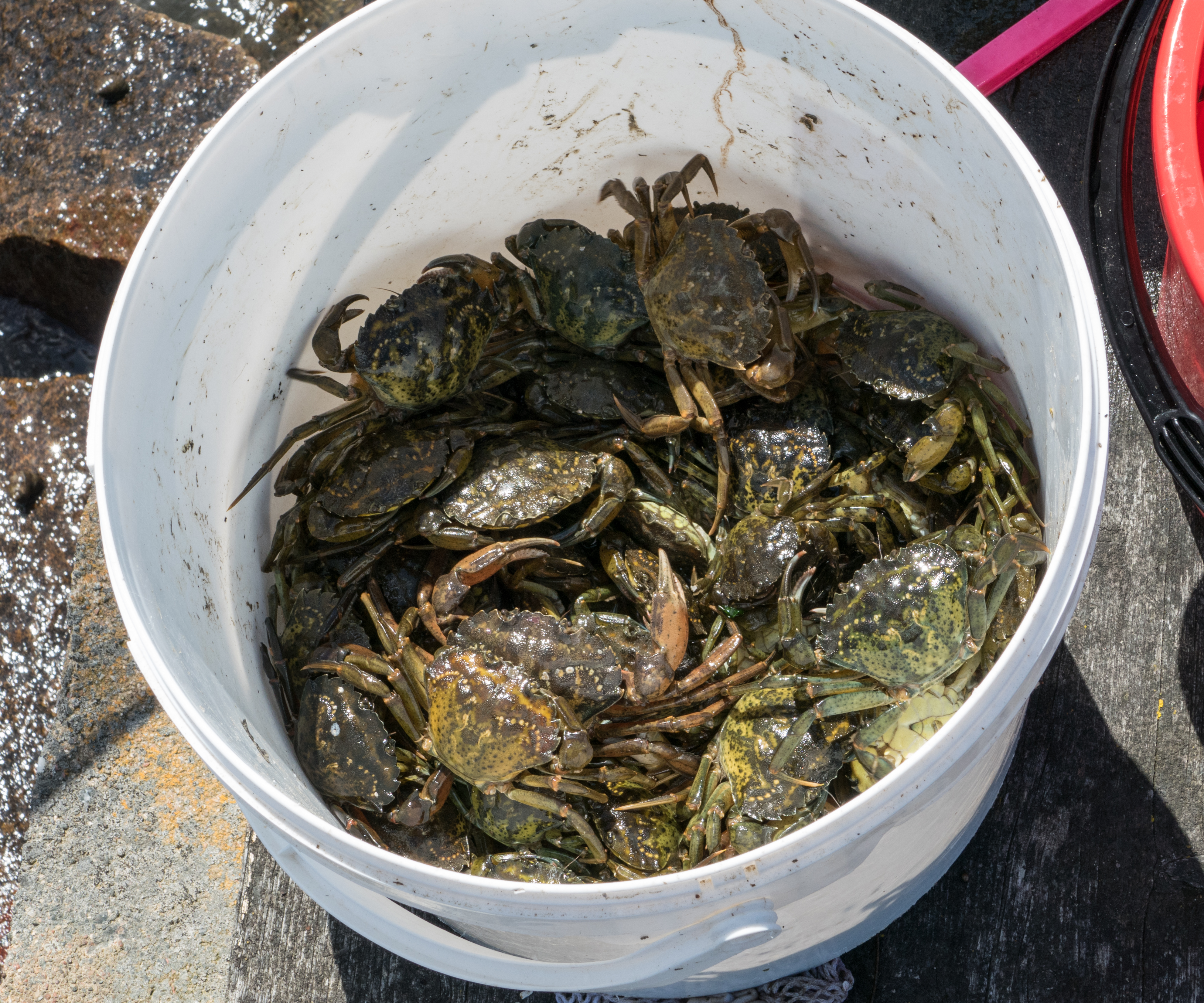
양동이 안에 들은 게들.

크랩 멘탈리티(crab mentality) 혹은 크랩 이론(crab theory)는 자신이 가질 수 없으면 아무도 가질 수 없게 만드는 행동을 묘사한 이론이다. 이 표현은 게들이 양동이 안에 들어 있을 때 그들의 행동 습성에서부터 유래되었다. 만약 어떤 게가 양동이 밖으로 쉽게 탈출하려고 하면 다른 게들이 이를 보고 집단적인 이기심이 발생해 그 게를 다시 양동이 안으로 끌어들일 것이다.
인간 행동에 있어서 집단의 한 구성원이 다른 구성원들보다 더 우월하면 다른 구성원들은 질투, 분노, 열등감, 경멸 등의 감정을 느끼면서 그 구성원의 자신감을 줄이면서 성공을 방해하는 행위를 말한다.

## 같이 보기
- 반지성주의
- 만인에 대한 만인의 투쟁
- 죄수의 딜레마
- 르상티망
- 샤덴프로이데
- 공유지의 비극